# ترزا کریپن
ترزا کریپن (به انگلیسی: Teresa Crippen) (زادهٔ ۱۲ آوریل ۱۹۹۰) شناگر اهل ایالات متحده آمریکا است.